# ACBS U21-Snookerasienmeisterschaft
Die ACBS Snookerasienmeisterschaft der Junioren ist ein Snookerturnier, das von der Asian Confederation of Billiard Sports (ACBS) ausgetragen wird.

## Geschichte
Erstmals ausgetragen wurde das Turnier 1993 und findet in der Regel jährlich statt.
Teilnahmeberechtigt sind nur Spieler, die nicht gleichzeitig auf der Snooker Main Tour spielen. Bevor es eine Teilnehmerbegrenzung auf der Profitour gab, waren entsprechend nur Spieler unterhalb einer gewissen Platzierung in der Snookerweltrangliste teilnahmeberechtigt. Der Sieg bei der Asienmeisterschaft war zugleich bis zur Saison 2017/18 eine von mehreren Möglichkeiten sich für die Main Tour zu qualifizieren.

## Die Turniere im Überblick
| Jahr        | Austragungsort    | Sieger                   | Ergebnis          | Finalist                 | Halbfinalisten 1           |
| ----------- | ----------------- | ------------------------ | ----------------- | ------------------------ | -------------------------- |
| 1993        | Pakistan          | Anan Terananon           | 8:6               | Farhan Mirza             | unbekannt                  |
| 1994        | Brunei            | Phaitoon Phonbun         | 6:4               | Farhan Mirza             | unbekannt                  |
| 1995 – 2000 | nicht ausgetragen | nicht ausgetragen        | nicht ausgetragen | nicht ausgetragen        | nicht ausgetragen          |
| 2001        | Bangkok           | Supoj Saenla             | 6:0               | Manan Chandra            | Jin Long 2                 |
| 2001        | Bangkok           | Supoj Saenla             | 6:0               | Manan Chandra            | Pankaj Advani              |
| 2002        | Kalkutta          | Ding Junhui              | 6:2               | Pramual Janthad          | Manan Chandra 2            |
| 2002        | Kalkutta          | Ding Junhui              | 6:2               | Pramual Janthad          | Moh Keen Hoo               |
| 2003        | nicht ausgetragen | nicht ausgetragen        | nicht ausgetragen | nicht ausgetragen        | nicht ausgetragen          |
| 2004        | Kuala Lumpur      | Pramual Janthad          | 6:4               | Moh Keen Hoo             | Chooi Yew Wah              |
| 2004        | Kuala Lumpur      | Pramual Janthad          | 6:4               | Moh Keen Hoo             | Aditya Mehta               |
| 2005        | Bangkok           | Moh Keen Hoo             | 6:3               | Kobkit Palajin           | Tian Pengfei               |
| 2005        | Bangkok           | Moh Keen Hoo             | 6:3               | Kobkit Palajin           | Liang Wenbo                |
| 2006        | Teheran           | Passakorn Suwannawat     | 6:4               | Kobkit Palajin           | unbekannt                  |
| 2007        | Doha              | Xiao Guodong             | 6:2               | Chinnakrit Yoawansiri    | Pramual Janthad 2          |
| 2007        | Doha              | Xiao Guodong             | 6:2               | Chinnakrit Yoawansiri    | Yu Delu                    |
| 2008        | Rangun            | Li Hang                  | 6:1               | Li Yuan                  | Thanawat Tirapongpaiboon 2 |
| 2008        | Rangun            | Li Hang                  | 6:1               | Li Yuan                  | Chinnakrit Yoawansiri      |
| 2009        | Pune              | Zhang Anda               | 5:1               | Noppon Saengkham         | Thanawat Tirapongpaiboon   |
| 2009        | Pune              | Zhang Anda               | 5:1               | Noppon Saengkham         | Shahbaaz Adil Khan         |
| 2010        | Indore            | Liu Chuang               | 6:5               | Thanawat Tirapongpaiboon | Mohammad Lababi            |
| 2010        | Indore            | Liu Chuang               | 6:5               | Thanawat Tirapongpaiboon | Pachara Mayone             |
| 2011        | Kisch             | Cao Yupeng               | 7:3               | Hossein Vafaei           | Li Yan                     |
| 2011        | Kisch             | Cao Yupeng               | 7:3               | Hossein Vafaei           | Li Hang                    |
| 2012        | Panaji            | Hossein Vafaei           | 6:2               | Zhang Anda               | Noppon Saengkham           |
| 2012        | Panaji            | Hossein Vafaei           | 6:2               | Zhang Anda               | Zhou Yuelong               |
| 2013        | Indore            | Noppon Saengkham         | 6:5               | Muhammad Majid Ali       | Ratchayothin Yotharuck     |
| 2013        | Indore            | Noppon Saengkham         | 6:5               | Muhammad Majid Ali       | Zhu Yinghui                |
| 2014        | Chandigarh        | Thanawat Tirapongpaiboon | 6:1               | Siyavosh Mozayani        | Hamza Akbar                |
| 2014        | Chandigarh        | Thanawat Tirapongpaiboon | 6:1               | Siyavosh Mozayani        | Dhvaj Haria                |
| 2015        | Peking            | Akani Songsermsawad      | 6:4               | Yuan Sijun               | Yun Fung Tam               |
| 2015        | Peking            | Akani Songsermsawad      | 6:4               | Yuan Sijun               | Ming Tung Chan             |
| 2016        | Colombo           | Wang Yuchen              | 6:5               | Ratchayothin Yotharuck   | Ishpreet Chadha            |
| 2016        | Colombo           | Wang Yuchen              | 6:5               | Ratchayothin Yotharuck   | Pongsakron Chongjairak     |
| 2017        | Chandigarh        | Yuan Sijun               | 6:2               | Fan Zhengyi              | Pongsakron Chongjairak     |
| 2017        | Chandigarh        | Yuan Sijun               | 6:2               | Fan Zhengyi              | Md Naseem Akhtar           |
| 2018        | Rangun            | Aung Phyo                | 6:2               | Haris Tahir              | Pongsakron Chongjairak     |
| 2018        | Rangun            | Aung Phyo                | 6:2               | Haris Tahir              | Muhammad Shahbaz           |
| 2019        | Chandigarh        | Zhao Jianbo              | 6:3               | Cheung Ka Wai            | Shrikrishna Suryanarayanan |
| 2019        | Chandigarh        | Zhao Jianbo              | 6:3               | Cheung Ka Wai            | Narongdat Takantong        |
| 2020 – 2022 | nicht ausgetragen | nicht ausgetragen        | nicht ausgetragen | nicht ausgetragen        | nicht ausgetragen          |
| 2023        | Teheran           | Ahsan Ramzan             | 5:1               | Milad Pourali Darehchi   | Tirdad Azadipour           |
| 2023        | Teheran           | Ahsan Ramzan             | 5:1               | Milad Pourali Darehchi   | Rayaan Razmi               |
| 2024        | Riad              | Muhammad Hasnain         | 4:3               | Ahsan Ramzan             | Shaun Liu                  |
| 2024        | Riad              | Muhammad Hasnain         | 4:3               | Ahsan Ramzan             | Tirdad Azadipour           |
| 2025        | Doha              | Dong Zihao               | 4:2               | Shaheen Sabzi            | Dhruv Patel                |
| 2025        | Doha              | Dong Zihao               | 4:2               | Shaheen Sabzi            | Ahsan Ramzan               |